# Frau in Notwehr
Frau in Notwehr ist ein US-amerikanischer Kriminalfilm aus dem Jahr 1949 von William Dieterle mit Loretta Young in der Titelrolle. Der Film wurde von Paramount Pictures produziert und zählt zum Subgenre des Film noir. Das Drehbuch basiert auf dem 1947 veröffentlichten Roman Be Still My Love von June Truesdell.

## Handlung
Der Lkw-Fahrer Jack Hunter nimmt die Psychologin Dr. Wilma Tuttle in seinem Truck mit. Durch ihr Verhalten ist sich Hunter sicher, dass die Frau etwas Schlimmes erlebt haben muss. Zu Hause angekommen, lässt Wilma den Tag Revue passieren.
Wilma unterrichtet Psychologie an der Universität von Malibu. Sie gibt ihren Studenten den Auftrag, eine anonyme Person nur anhand ihrer Reaktionen zu beschreiben. Der Student Bill Perry imitiert Wilma, die ihn daraufhin in ihr Büro zitiert. Dort hinterlässt sie jedoch nur eine Nachricht, dass er sich beim Dekan zu melden hat.
Als Wilma den Campus verlassen will, begegnet sie Bill. Sie verpasst ihren Bus, Billy bietet ihr an, sie nach Hause zu fahren. Auf der Fahrt fordert Bill sie auf, ihn zu analysieren. Wilma sagt ihm, dass sein Charme und seine Intelligenz seine gefährlich schwankende und schwer kontrollierbare Persönlichkeit verschleiere. Bill fährt zu einer einsamen Klippe an der Küste und beginnt, Wilma sexuell zu bedrängen. Wilma weiß sich nicht anders zu helfen und erschlägt ihn mit einem Wagenheber.
Am nächsten Morgen fühlt sich Wilma schlecht. Sie erhält einen Anruf vom Anwalt Warren Ford, Bills Vormund. Bills Freundin Susan Duval ist schwanger und gibt Bill als Vater an. Bevor Wilma mit Susan sprechen kann, bricht sie mit einer Lungenentzündung zusammen und kommt erst einige Tage später in der Universitätsklinik wieder zu sich.
Mittlerweile wurde Bills Leiche an der Küste angespült aufgefunden. Als Todesursache wird Ertrinken angenommen, doch Lieutenant Drogan ist sich sicher, dass Bill ermordet wurde. Wieder genesen wohnt Wilma Bills Beerdigung bei und trifft dort auf Warren. Susan gerät in Verdacht und wird von Drogan verhört. Sie erzählt ihm, dass Bill als letztes gesagt habe, er wolle sich mit einer psychlothymiatischen Schönheit treffen, einer Phrase, die in Wilmas Aufgabenstellung vorkam.
Wilma wird nervös, als sie erkennt, dass Bill sie in seiner Aufgabe beschrieben hat. Sie erfährt, dass eine Reinigungskraft die Nachricht für Bill in ihrem Büro weggeworfen hat. Sie schreibt eine neue und zeigt diese zusammen mit Bills Aufgabe Warren. Sie wurde von ihm als prüde beschrieben. Nun trägt sie ihr Haar offen und kleidet sich weniger konservativ. Bei einer Gegenüberstellung wird sie von dem Lkw-Fahrer nicht erkannt. In Drogans Büro wird sie vom Forensiker Dr. Romley beunruhigt, der klarstellt, dass Bill durch einen Schlag auf den Kopf getötet wurde. Ihre Nervosität macht sie verdächtig, sodass Drogan sich Bills Beschreibung vornimmt.
Wilma und Warren besuchen einen Boxkampf. Wilma ist von der Brutalität so geschockt, dass sie unbewusst den Satz „Bill, du tust mir weh“ ausstößt. Warren, in Wilma verliebt, befürchtet das Schlimmste. Er macht ihr einen Antrag und will sie schnellstmöglich nach San Francisco bringen. Drogan vereitelt dies mit einer Vorladung für Wilma. Er bittet Wilma, einer Demonstration, wie Bill zu Tode kam, beizuwohnen.
Wilma schlägt mit einer Metallstange auf eine Gipskopie von Bills Kopf und hinterlässt die gleichen Verletzungsmuster. Wilma wird verhaftet und vor Gericht gestellt. Warren übernimmt ihre Verteidigung und kann sowohl das Gericht als auch Drogan überzeugen, dass Wilma in Notwehr gehandelt hat.

## Produktion
Gedreht wurde der Film vom 12. April bis zum 25. Mai 1948 in den Paramount-Studios in Hollywood.

## Stab und Besetzung
Hans Dreier und Earl Hedrick waren die Art Directors, Sam Comer und Grace Gregory die Szenenbildner, Edith Head die Kostümbildnerin. Gordon Jennings und Farciot Edouart waren für die Spezialeffekte verantwortlich, Wally Westmore für das Make-up.
In kleinen, nicht im Abspann erwähnten Nebenrollen traten Bess Flowers, Johnny Indrisano und Henry Travers (als Romleys Assistent Blakely) auf.

## Synchronisation
| Rolle                | Schauspieler     | Deutscher Synchronsprecher |
| -------------------- | ---------------- | -------------------------- |
| Dr. Wilma Tuttle     | Loretta Young    | Inge Landgut               |
| Lt. Dorgan           | Wendell Corey    | Wolfgang Lukschy           |
| Dr. Romley           | Sam Jaffe        | Alexander Engel            |
| Mrs. Conner          | Sara Allgood     | Anneliese Würtz            |
| Dr. Vinson           | Francis Pierlot  | Walter Bluhm               |
| Dr. Odolard          | Harry Harvey Sr. | Hans Hessling              |
| Untersuchungsrichter | Nolan Leary      | Alfred Balthoff            |

Anmerkung: Die kursiv geschriebenen Namen sind Rollen und Darsteller, die nicht im Abspann erwähnt wurden.

## Veröffentlichung
Die Premiere des Films fand am 12. Januar 1949 in New York statt. In der Bundesrepublik Deutschland kam er am 11. April 1950 in die Kinos, in Österreich am 1. September 1950.

## Kritiken
Das Lexikon des internationalen Films schrieb: „Gut aufgebautes psychologisches Kriminaldrama.“
Die Filmzeitschrift Cinema zog das Fazit: „Exzellenter Thriller mit knisternder Spannung.“
Der Kritiker der The New York Times befand, der Film sei kein gewöhnliches Gewaltstück. Es handele sich viel mehr um eine „super-duper“ psychologische Studie, gut gewürzt mit Fachausdrücken, die, wenn nicht kristallklar in ihrer Bedeutung, beeindruckend klingen. Die Darsteller agieren mit einer Ernsthaftigkeit, die beachtenswert sei.
Die Variety sah das Werk weit über dem Durchschnitt in allen Bereichen.